# Шумяцький район
Шумяцький район (рос. Шумячский район) — адміністративна одиниця Смоленської області Російської Федерації.
Адміністративний центр — селище міського типу Шумячі.

## Географія
Територіально район межує: на північному сході із Починківським, на північному заході з Хіславицьким, на південному сході із Єршацьким, на сході з Рославльським районами Смоленської області. На півдні і заході район межує з Білоруссю. Площа території — 1367,71 км².
Район розташовано на Остерській і Іпутьській рівнинах.

## Історія
Район створено в 1929 році з частин територій колишнього Климовицького і Мстиславльського повітів Могильовської губернії і Рославльского повіту Смоленської губернії.

## Адміністративний поділ
До складу району входять одне міське та 7 сільських поселень:
| Муніципальне утворення           | Чисельність населення | Площа  | Адміністративний центр |
| -------------------------------- | --------------------- | ------ | ---------------------- |
| Шумяцьке міське поселення        | 4,57 тис.             | 5,4    | смт Шумячі             |
| Надейковицьке сільське поселення | 0,886 тис.            | 207,29 | село Надейковичи       |
| Озерне сільське поселення        | 1,583 тис.            | 306,93 | село Озерна            |
| Первомайське сільське поселення  | 2,496 тис.            | 138,48 | село Первомайський     |
| Понятовське сільське поселення   | 1,211 тис.            | 139,44 | станція Понятовка      |
| Русковське сільське поселення    | 1,038 тис.            | 201,57 | село Руське            |
| Снігирьовське сільське поселення | 1,256 тис.            | 233,0  | село Снігирьовка       |
| Студенецьке сільське поселення   | 0,54 тис.             | 145,89 | село Студенець         |